# Simon Pierre Omgba Mbida
Simon Pierre Omgba Mbida est un diplomate de carrière et internationaliste camerounais ayant atteint le grade de Ministre plénipotentiaire . Il est expert des questions africaines et en politique publique. Il est depuis le 30 janvier 2023 Directeur, Chef d'Antenne Protocolaire et consulaire du Ministère des Relations Extérieures de la République du Cameroun (MINREX) à Douala.   

## Biographie
Simon Pierre Marie Kisito Omgba Mbida a fait ses études en droit, sciences politiques et relations internationales à l'Université de Paris I Panthéon-Sorbonne et à l'Institut des Relations Internationales du Cameroun (IRIC)  de l'Université de Yaoundé II, qu'il intègre en 1996 comme major de sa promotion (Cuvée 1996) et où il soutient en 2001, sa thèse de doctorat en Relations Internationales intitulée La politique du pétrole au Cameroun entre souverainisme et libéralisme. Il intervient comme expert sur des questions de géopolitique et de relations internationales sur plusieurs plateaux de télévision et dans la presse. Il confie à plusieurs médias ses analyses des interventions des dirigeants de grandes puissances sur le continent africain. Il représente le Ministre des Relations extérieures lors d'une conférence régionale sur la prévention et la lutte contre les discours de haine organisé par le Bureau régional des Nations Unies pour l’Afrique centrale (UNOCA) et le Centre des Nations Unies pour les droits de l’Homme et la démocratie en Afrique centrale (CNUDHD-AC) avec l’appui du gouvernement camerounais.

## Carrière professionnelle
Sa carrière diplomatique débute en 2002 au Ministère des Relations extérieures (MINREX) en tant que cadre à la Direction de la Francophonie. En 2006, il est nommé par décret présidentiel nº2006/120 du 17 avril 2006 Premier Secrétaire à l'Ambassade du Cameroun en Ethiopie, avec représentation permanente auprès de l'Union Africaine et de la Commission Économique pour l’Afrique poste qu'il occupe jusqu'en 2017. Parallèlement, il a été expert du Cameroun au Conseil de Paix et de Sécurité de l'Union africaine de 2006 à 2008 puis de 2012 à 2014. Il est plusieurs fois chargé d'affaires à l'Ambassade du Cameroun à Addis-Abeba entre 2007 et 2017. En janvier 2009, il préside la réunion des Experts lors de la Conférence Extraordinaire des Ministres Africains de l'Economie et des Finances (CAMEF) et reçoit une lettre de félicitations de la Commission de l'Union Africaine. il est nommé Sous-Directeur de l'Union Africaine au Ministère des relations extérieures par arrêté N°0716 du 7 novembre 2017 du Président de la République du Cameroun. A ce poste il est plusieurs fois  Directeur a.i. des Affaires d'Afrique entre 2018 et 2022. En 2020, il a été  responsable du programme 088 au MINREX au comité de planification, programmation, budgétisation, suivi-évaluation (PPBS). 

## Vie de famille
Homme de foi et de conviction, Démocrate, Simon Pierre Omgba Mbida est un chrétien fidèle de l'église catholique romaine. Il est marié, père de famille et est l'un des fils du tout premier Premier Ministre et chef d’État Camerounais André Marie Mbida. 

## Contributions
Il a siégé au comité de pilotage chargé de l’élaboration des textes du Fonds Monétaire Africain (FMA) entre 2009 et 2014, période durant laquelle les protocoles et statuts ont été adoptés. De 2009 à 2012, il intègre parallèlement le corps d’experts du Cameroun impliqué dans l’attribution et la mise en place de la Base Logistique Continentale (BLC) de la Force Africaine en Attente (FAA) de l’Union Africaine à Douala. Ensuite, son expertise a été mise à contribution pour l’élaboration des textes de la Charte de Lomé sur la sécurité maritime, entre 2013 et 2016. Enfin, il a participé à l’élaboration des textes relatifs à la Zone de libre-échange continentale africaine (ZLECAF) en tant que membre de l’équipe camerounaise d’experts de 2015 à 2018.